# Nexquexcan
Nexquexcan är en ort i Mexiko.   Den ligger i kommunen Quimixtlán och delstaten Puebla, i den sydöstra delen av landet, 210 km öster om huvudstaden Mexico City. Nexquexcan ligger 1 756 meter över havet och antalet invånare är 176.
Terrängen runt Nexquexcan är kuperad österut, men västerut är den bergig. Nexquexcan ligger nere i en dal. Runt Nexquexcan är det tätbefolkat, med 266 invånare per kvadratkilometer. Närmaste större samhälle är Tlanalapan, 14,2 km väster om Nexquexcan. I omgivningarna runt Nexquexcan växer i huvudsak blandskog.